# Мадридское восстание
Восстание 2 мая 1808 года в Мадриде (исп. Dos de Mayo) — восстание жителей Мадрида против оккупации города войсками французского императора Наполеона Бонапарта, послужившее началом затяжной партизанской войны.

## Предпосылки
Мадрид был оккупирован войсками Наполеона 23 марта 1808 года. Король Карл IV был вынужден отречься в пользу своего сына Фердинанда VII, однако Наполеон заманил обоих на французскую территорию и взял под арест в городе Байонна. Попытка командующего французскими войсками Иоахима Мюрата вывезти из страны также дочь и младшего сына Карла IV привела к народному восстанию в Мадриде, которое было подавлено после нескольких часов ожесточённых уличных боёв. Жестокое подавление восстания и последующее провозглашение королём Испании брата Наполеона Жозефа привели к распространению волнений на всю Испанию.

## Начало и ход восстания
Искрой, воспламенившей восставших, стала попытка французского маршала Мюрата выслать дочь и младшего сына Карла IV, Франсиско де Паула, в Байонну. Первоначально правящий совет города отказался выполнить требование Мюрата, но в конце концов дал согласие после получения письма от Фердинанда VII, находившегося в Байонне.
2 мая перед Королевским дворцом в Мадриде начала собираться толпа. Собравшиеся вошли в здание, чтобы предотвратить высылку Франсиско де Паула. Мюрат прислал батальон гренадеров из состава императорской гвардии и артиллерийские расчёты. Артиллерия открыла огонь по собравшейся толпе, и восстание начало охватывать другие части города.
Плохо вооружённые горожане вступили в уличные бои с французскими войсками. Мюрат объявил военное положение и ввёл большую часть своих войск внутрь города, начались ожесточённые бои вокруг Пуэрта-дель-Соль и Пуэрта-де-Толедо. Гражданская администрация города была распущена. Постепенно французские войска установили контроль над городом, сотни жителей погибли в боях. Ожесточение боев передано на картине Гойи «Восстание 2 мая 1808 года в Мадриде». Испанские войска, находившиеся в городе, согласно полученным приказам остались в казармах. Единственным подразделением, присоединившимся к восставшим, были артиллеристы из казарм Монтелеон. Командиры этого подразделения, Педро Веларде и Луис Даоис, по сей день считаются героями восстания. Оба погибли во время французских атак на казармы.

## Последствия восстания
За подавлением восстания последовали суровые репрессии. Вечером 2 мая Мюрат создал военный трибунал под председательством генерала Груши. Трибунал выносил смертные приговоры каждому, захваченному с оружием в руках. В выпущенном в тот же день приказе Мюрат писал: «Жители Мадрида, давшие увлечь себя на ложный путь, предались мятежу и убийствам. Была пролита французская кровь. Это требует мести. Все арестованные при бунте с оружием в руках будут расстреляны». Все общественные собрания были запрещены, был выпущен приказ сдать оружие французским властям. Десятки пленных горожан были казнены 2 и 3 мая, эта сцена отражена в картине Гойи «Третье мая 1808 года в Мадриде».
Новости о восстании в Мадриде, прибывшие в тот же день 2 мая в близлежащий городок Мостолес, побудили Хуана Переса Вильямиля, секретаря Адмиралтейства и прокурора Высшего военного совета, и руководителей (алькальдов) городка подписать декларацию об объявлении войны с призывом к испанцам бороться за изгнание оккупантов. По имени городка этот документ получил название Декларации алькальдов Мостолеса.
Французские оккупанты надеялись, что их быстрые и жестокие репрессии покажут населению, что они хозяева Испании, однако на самом деле восстание дало сильный толчок сопротивлению. В последующие недели и месяцы число вооружённых выступлений против французов стало возрастать. 2 мая датируют начало Войны на Пиренейском полуострове.
2 мая считается праздничным днем в столичном регионе. На месте, на котором располагались казармы Монтелеон, сейчас находится Площадь Дос-де-Майо (Площадь 2 мая). Прилегающие кварталы именуются районом Маласанья, по имени девушки-подростка Мануэлы Маласаньи, погибшей при подавлении восстания.
В Мадриде воздвигнуты несколько памятников героям восстания, включая Монумент павшим за Испанию

## В литературе и искусстве
- Картина Франциско Гойя «Восстание 2 мая 1808 года в Мадриде».
- Роман Артуро Переса-Реверте «День гнева».
- Роман Бенито Переса Гальдоса «19 марта и 2 мая».